# Le Vert Bois
Le Vert Bois is een heuvel nabij Thimougies in de Belgische provincie Henegouwen.

## Wielrennen
De helling wordt onder andere beklommen in de Grinta! Challenge - La Tournay voor wielertoeristen.